# Championnats d'Asie d'athlétisme 2000
Navigation
Les 13e Championnats d'Asie d'athlétisme se sont déroulés à Jakarta, en Indonésie en 2000. 

## Résultats

### Hommes
| Épreuve | Or                                                                                         | Or              | Argent                                                                         | Argent          | Bronze                                                                                                | Bronze          |
| --- | ------------------------------------------------------------------------------------------ | --------------- | ------------------------------------------------------------------------------ | --------------- | --- | --------------- |
| 100 m | Jamal al-Saffar Arabie saoudite                                                            | 10 s 32         | Anil Kumar Inde                                                                | 10 s 35         | Yin Hanzhao Chine                                                                                     | 10 s 36         |
| 200 m | Masahiko Fukunaga Japon                                                                    | 20 s 78         | Sittichai Suwonprateep Thaïlande                                               | 20 s 79         | Mohamed al-Houti Oman                                                                                 | 20 s 81         |
| 400 m | Ibrahim Ismail Muftah Qatar                                                                | 44 s 66         | Hamdan Obah al-Bishi Arabie saoudite                                           | 45 s 32         | Xu Zizhou Chine                                                                                       | 45 s 55         |
| 800 m | Mehdi Jelodarzadeh Iran                                                                    | 1 min 49 s 80   | Kim Soon-hyung Corée du Sud                                                    | 1 min 50 s 06   | Lee Jae-hun Corée du Sud                                                                              | 1 min 50 s 35   |
| 1500 m | Mohamed Suleiman Qatar                                                                     | 3 min 52 s 47   | Ali Abu Bakr Kamal Qatar                                                       | 3 min 52 s 64   | Sun Wenli Chine                                                                                       | 3 min 52 s 94   |
| 5000 m | Ahmed Ibrahim Warsama Qatar                                                                | 13 min 53 s 10  | Gong Ke Chine                                                                  | 14 min 04 s 61  | Mohamed Suleiman Qatar                                                                                | 14 min 10 s 79  |
| 10 000 m | Ahmed Ibrahim Warsama Qatar                                                                | 29 min 53 s 00  | Gulab Chand Inde                                                               | 30 min 03 s 75  | Gong Ke Chine                                                                                         | 30 min 05 s 11  |
| 3 000 m steeple | Khamis Seif Abdullah Qatar                                                                 | 8 min 47 s 33   | Hussain Ali al-Asmari Arabie saoudite                                          | 8 min 52 s 85   | Hamid Sajjadi Iran                                                                                    | 8 min 54 s 07   |
| 110 m haies | Mubarak Ata Mubarak Arabie saoudite                                                        | 14 s 02         | Shen Zhensheng Chine                                                           | 14 s 13         | Park Tae-kyong Corée du Sud                                                                           | 14 s 16         |
| 400 m haies | Hadi Soua'an al-Somaily Arabie saoudite                                                    | 49 s 13         | Harijan Ratnayake Sri Lanka                                                    | 49 s 44 NR      | Zahiruddin al-Najem Syrie                                                                             | 49 s 67         |
| 20 km marche | Wu Ping Chine                                                                              | 1 h 28 min 04 s | Hironori Kawai Japon                                                           | 1 h 29 min 13 s | Lee Dae-ro Corée du Sud                                                                               | 1 h 30 min 36 s |
| 4 × 100 m | Thaïlande Kongdech Natenee Vissanu Sophanich Ekkachai Janthana Sittichai Suwonprateep      | 38 s 80 NR      | Japon Masahiko Fukunaga Hirofumi Nakagawa Kazuhiro Takahashi Akihiro Yasui     | 39 s 18         | Arabie saoudite Mohammed al-Yami Mubarak Ata Mubarak Salem al-Yami Jamal al-Saffar                    | 39 s 60         |
| 4 × 400 m | Sri Lanka Mahesh Lanka Perera Vellasamy Ratnakumara Ranga Wiwalawansa Rohan Pradeep Kumara | 3 min 2 s 71 NR | Inde Purukottam Ramachandran K.J. Manoj Lal Lijo David Thottan Paramjeet Singh | 3 min 2 s 78    | Arabie saoudite Hamdan Odha al-Bishi Mohammed al-Bishi Hamed Hamadan al-Bishi Hadi Soua'an al-Somaily | 3 min 5 s 00    |
| Saut en hauteur | Yuriy Pakhlyayev Kazakhstan                                                                | 2,23 m          | Wang Zhouzhou Chine                                                            | 2,23 m          | Yoshiteru Kaihoko Japon                                                                               | 2,19 m          |
| Saut à la perche | Zhang Hongwei Chine                                                                        | 5,40 m          | Satoru Yasuda Japon                                                            | 5,20 m          | Liu Yen-Sung Taipei chinois                                                                           | 5,10 m          |
| Saut en longueur | Hussain Taher Al-Sabee Arabie saoudite                                                     | 8,33 m CR       | Sanjay Kumar Rai Inde                                                          | 8,03 m          | Abdulrahman Al-Nubi Qatar                                                                             | 8,01 m          |
| Triple saut | Nattaporn Namkanha Thaïlande                                                               | 16,53 m         | Maksim Smetanin Kirghizistan                                                   | 16,33 m         | Mouled Salem Al-Ahmadi Arabie saoudite                                                                | 16,24 m         |
| Lancer du poids | Shakti Singh Inde                                                                          | 19,77 m CR      | Bilal Saad Mubarak Qatar                                                       | 19,23 m         | Wen Jili Chine                                                                                        | 19,18 m         |
| Lancer du disque | Anil Kumar Inde                                                                            | 58,47 m         | Abbas Samimi Iran                                                              | 58,27 m         | Hridayanand Singh Inde                                                                                | 56,96 m         |
| Lancer du marteau | Wataru Ebihara Japon                                                                       | 69,50 m         | Ye Kuigang Chine                                                               | 69,48 m         | Nasser Abdul Al-Jarallah Koweït                                                                       | 66,98 m         |
| Lancer du javelot | Jagdish Bishnoi Inde                                                                       | 76,81 m         | Chu Ki-young Corée du Sud                                                      | 75,27 m         | Sun Shipeng Chine                                                                                     | 74,34 m         |
| Décathlon | Hitoshi Maruono Japon                                                                      | 7 321 pts       | Kim Kun-woo Corée du Sud                                                       | 7 031 pts       | Kim Sang-ryong Corée du Nord                                                                          | 6 970 pts       |
| Records et Performances - AR : Record continental (area record) - CR : Record des championnats (championship record) - MR : Record du meeting (meet record) - NR : Record national (national record) - OR : Record olympique (olympic record) - PR : Record paralympique (paralympic record) - PB : Record personnel (personal best) - SB : Meilleure performance personnelle de la saison (season's best) - WL : Meilleure performance mondiale de l'année (world leader) - WJR : Record du monde junior (world junior record) - WR : Record du monde (world record) Circonstances et Conditions - DNF : N'a pas terminé (did not finish) - DNS : N'a pas pris le départ (did not start) - DQ : Disqualification (disqualification) - NM : Aucun essai valable enregistré (No Mark) - Q : Qualifié « directement » au prochain tour (ou à la prochaine compétition), lors d'une compétition majeure, grâce au classement ou à la réalisation des minima (automatic qualifier) - q : Qualifié au prochain tour (ou à la prochaine compétition), lors d'une compétition majeure, grâce au repêchage ou à la réalisation de l'une des meilleures performances parmi celles des « non qualifiés directement » (grâce au meilleur temps ou à la meilleure distance par exemple) (secondary qualifier) |                                                                                            |                 |                                                                                |                 | |                 |

### Femmes
| Épreuve | Or                                                                            | Or                | Argent                                                            | Argent         | Bronze                                                              | Bronze         |
| --- | ----------------------------------------------------------------------------- | ----------------- | ----------------------------------------------------------------- | -------------- | ------------------------------------------------------------------- | -------------- |
| 100 m | Lyubov Perepelova Ouzbékistan                                                 | 11 s 31 CR        | Saraswati Dey Inde                                                | 11 s 40        | Rachita Mistry Inde                                                 | 11 s 46        |
| 200 m | Damayanthi Dharsha Sri Lanka                                                  | 22 s 84 CR        | Lyubov Perepelova Ouzbékistan                                     | 23 s 30        | Vinitha Tripathi Inde                                               | 23 s 39        |
| 400 m | Damayanthi Dharsha Sri Lanka                                                  | 51 s 05 NR        | K. Mathews Beenamol Inde                                          | 51 s 41        | Chen Yuxiang Chine                                                  | 52 s 81        |
| 800 m | Lin Na Chine                                                                  | 2 min 03 s 46     | Wang Yuanping Chine                                               | 2 min 04 s 11  | Rosa Kutty Inde                                                     | 2 min 04 s 97  |
| 1500 m | Wu Qingdong Chine                                                             | 4 min 17 s 82     | Zhang Ling Chine                                                  | 4 min 18 s 31  | Tokgo Sun-ok Corée du Nord                                          | 4 min 20 s 04  |
| 5000 m | Wu Qingdong Chine                                                             | 15 min 58 s 83    | Naomi Sakashita Japon                                             | 16 min 01 s 53 | Supriyati Sutono Indonésie                                          | 16 min 03 s 85 |
| 10 000 m | Supriyati Sutono Indonésie                                                    | 33 min 47 s 24    | Lashram Aruna Devi Inde                                           | 34 min 31 s 15 | Hong Myong-hui Corée du Nord                                        | 35 min 27 s 50 |
| 100 m haies | Su Yiping Chine                                                               | 12 s 99 CR        | Trecia Roberts Thaïlande                                          | 13 s 01        | Anuradha Biswal Inde                                                | 13 s 40        |
| 400 m haies | Song Yinglan Chine                                                            | 57 s 73           | Yasuko Igari Japon                                                | 58 s 90        | Noraseela Khalid Malaisie                                           | 59 s 62        |
| 10 000 m marche | Li Hong Chine                                                                 | 44 min 59 s 90 CR | Sun Chunfang Chine                                                | 45 min 42 s 68 | Yuan Yufang Malaisie                                                | 46 min 12 s 66 |
| 4 × 100 m | Sri Lanka Tamara Samandeepika Pradeepa Herath Nimi De Zoya Damayanthi Dharsha | 44 s 23           | Inde Anuradha Biswal Vinita Tripathi Saraswati Dey Rachita Mistry | 44 s 48        | Chine Su Yiping Chen Yuxiang Yan Jiankui Chen Jueqin                | 44 s 80        |
| 4 × 400 m | Inde Paramjeet Kaur Jincy Philips Rosa Kutty K. Mathews Beenamol              | 3 min 31 s 54     | Japon Miho Sato Kazue Kakinuma Sakie Nobuoka Makiko Yoshida       | 3 min 37 s 15  | Corée du Sud Kim Sun-Young Jeon Mi-Young Kim Su-Kyong Kim Dong-Hyun | 3 min 48 s 29  |
| Saut en hauteur | Bobby Aloysius Inde                                                           | 1,83 m            | Marina Korzhova Kazakhstan                                        | 1,83 m         | Tatyana Efimenko Kirghizistan                                       | 1,80 m         |
| Saut à la perche | Takayo Kondo Japon                                                            | 4,00 m =CR        | Chang Ko-Hsin Taipei chinois                                      | 3,90 m         | Masumi Ono Japon                                                    | 3,80 m         |
| Saut en longueur | Yelena Bobrovskaya Kirghizistan                                               | 6,66 m            | Liang Shuyan Chine                                                | 6,64 m         | Maho Hanaoka Japon                                                  | 6,61 m         |
| Triple saut | Yelena Parfenova Kazakhstan                                                   | 14,08 m           | Miao Chunqing Chine                                               | 14,01 m        | Maho Hanaoka Japon                                                  | 13,67 m        |
| Lancer du poids | Nada Kawar Jordanie                                                           | 17,46 m           | Chinatsu Mori Japon                                               | 16,38 m        | Cho Jin-sook Corée du Sud                                           | 15,38 m        |
| Lancer du disque | Neelam Jaswant Singh Inde                                                     | 60,75 m           | Cao Qi Chine                                                      | 58,71 m        | Li Yanfeng Chine                                                    | 57,52 m        |
| Lancer du marteau | Li Xiaoxue Chine                                                              | 59,02 m           | Yuka Murofushi Japon                                              | 58,64 m        | Masumi Aya Japon                                                    | 55,97 m        |
| Lancer du javelot | Lee Young-sun Corée du Sud                                                    | 55,78 m           | Gurmeet Kaur Inde                                                 | 55,65 m        | Zhang Li Chine                                                      | 55,07 m        |
| Heptathlon | Svetlana Kazanina Kazakhstan                                                  | 6 074 pts         | G. Pramila Ganapathy Inde                                         | 6 016 pts      | Irina Naumenko Kazakhstan                                           | 5 937 pts      |
| Records et Performances - AR : Record continental (area record) - CR : Record des championnats (championship record) - MR : Record du meeting (meet record) - NR : Record national (national record) - OR : Record olympique (olympic record) - PR : Record paralympique (paralympic record) - PB : Record personnel (personal best) - SB : Meilleure performance personnelle de la saison (season's best) - WL : Meilleure performance mondiale de l'année (world leader) - WJR : Record du monde junior (world junior record) - WR : Record du monde (world record) Circonstances et Conditions - DNF : N'a pas terminé (did not finish) - DNS : N'a pas pris le départ (did not start) - DQ : Disqualification (disqualification) - NM : Aucun essai valable enregistré (No Mark) - Q : Qualifié « directement » au prochain tour (ou à la prochaine compétition), lors d'une compétition majeure, grâce au classement ou à la réalisation des minima (automatic qualifier) - q : Qualifié au prochain tour (ou à la prochaine compétition), lors d'une compétition majeure, grâce au repêchage ou à la réalisation de l'une des meilleures performances parmi celles des « non qualifiés directement » (grâce au meilleur temps ou à la meilleure distance par exemple) (secondary qualifier) |                                                                               |                   |                                                                   |                |                                                                     |                |

### Tableau des médailles
| Rang | Nation          | Or | Argent | Bronze | Total |
| ---- | --------------- | -- | ------ | ------ | ----- |
| 1    | Chine           | 9  | 10     | 10     | 29    |
| 2    | Inde            | 6  | 10     | 5      | 21    |
| 3    | Qatar           | 5  | 2      | 2      | 9     |
| 4    | Japon           | 4  | 8      | 5      | 17    |
| 5    | Arabie saoudite | 4  | 2      | 3      | 9     |
| 6    | Sri Lanka       | 4  | 1      | 0      | 5     |
| 7    | Kazakhstan      | 3  | 1      | 1      | 5     |
| 8    | Thaïlande       | 2  | 2      | 0      | 4     |
| 9    | Corée du Sud    | 1  | 2      | 5      | 8     |
| 10=  | Iran            | 1  | 1      | 1      | 3     |
| 10=  | Kirghizistan    | 1  | 1      | 1      | 3     |
| 12   | Ouzbékistan     | 1  | 1      | 0      | 2     |
| 13   | Indonésie       | 1  | 0      | 1      | 2     |
| 14   | Jordanie        | 1  | 0      | 0      | 1     |
| 15   | Taipei chinois  | 0  | 1      | 1      | 2     |
| 16   | Corée du Nord   | 0  | 0      | 3      | 3     |
| 17   | Malaisie        | 0  | 0      | 2      | 2     |
| 18=  | Koweït          | 0  | 0      | 1      | 1     |
| 18=  | Oman            | 0  | 0      | 1      | 1     |
| 18=  | Syrie           | 0  | 0      | 1      | 1     |